# Konsonans (literatura)
Konsonans – powtórzenie jednakowych spółgłosek w wyrazach zajmujących ustaloną pozycję w obrębie wersu (w poezji) lub zdania. Konsonans jest rymem niepełnym, ograniczonym do powtarzania spółgłosek przy równoczesnym zróżnicowaniu samogłosek. Przykładami konsonansów są zestawienia warg - wróg lub dreszcze - szczodry. Konsonanse występują o wiele rzadziej od rymów pełnych i asonansów. Posługiwał się nimi Tadeusz Peiper. W szerszym znaczeniu konsonansem nazywa się każde współbrzmienie spółgłosek wewnątrz wersu, czyli harmonię spółgłosek. W następującym wersie z Eneidy Wergilusza powtarzają się spółgłoski [m], [n] i [l]: multa malus simulans vana spe lusit amantem.